# Jacques Heijkoop
Jacques Heijkoop (Den Bosch, 21 december 1945) is een Nederlands psycholoog.

## Loopbaan
Heijkoop is afgestudeerd in de ontwikkelingspsychologie en een bekendheid binnen de zorg voor verstandelijk gehandicapten. Hij is de grondlegger van de methode Heijkoop, een methodiek voor het begeleiden van (verstandelijk gehandicapte) cliënten met ernstige gedragingen.

## Publicaties
- 1973 - Social relatedness of the mentally retarded
- 1977 - A non-aversive treatment of self-injurious behavior in the natural environment
- 1977 - Gedragsgestoorde zwakzinnigen
- 1978 - Video als hulpmiddel bij de aanpak van probleemgedrag bij zwakzinnigen
- 1980 - Dood en sterven in het leven van geestelijk gehandicapten
- 1981 - Over de omgang met diepzwakzinnigen
- 1987 - Contact krijgen door beter kijken
- 1991 - Vastgelopen (herdruk in 1995, 2012)
- 2015 - Ontdekkend Kijken basisboek Methode Heijkoop